# Kings of Leon
Kings of Leon is een Amerikaanse rockband uit Nashville. De band bestaat uit de drie broers Caleb, Jared en Nathan Followill en hun neef Matthew Followill. Kings of Leon werd in 2000 gevormd en heeft inmiddels acht studioalbums uitgebracht.

## Biografie
De broers waren in hun kindertijd vooral met hun vader op weg die een prediker was in een kerkgemeenschap.
De band speelt een mix van blues, countrymuziek, punk, garagerock en rock-'n-roll. De band ging lang mee in het voorprogramma van grote namen als Pearl Jam, U2 en Bob Dylan. Ook op veel festivals zijn ze te vinden. De groep heeft een grote groep fans opgebouwd voornamelijk in het alternatieve muziekcircuit, vooral via mond-tot-mond-reclame.
Onder meer in het Verenigd Koninkrijk is de band erg populair. Ze behaalden succes met nummers als "Molly's Chambers", "The Bucket" en "Four Kicks".
Het album Because of the times bereikte in het land de eerste positie in de albumlijst. Op 22 september 2008 verscheen het vierde album Only by the night. De single "Sex on fire" werd in september 2008 hun eerste nummer-1 hit in de Engelse single charts en in Finland. Ook de tweede single "Use Somebody" deed het goed. Het nummer bereikte de eerste plaats in de Vlaamse Ultratop 50.
In oktober 2010 verscheen het vijfde album Come Around Sundown, met het Grammy-genomineerde "Radioactive"' en "Pyro" als singles. In september 2013 verscheen het zesde album van Kings of Leon, namelijk Mechanical_bull.
In 2012 kreeg de band een ster in de Music City Walk of Fame in Nashville.
Op 14 oktober 2016 kwam het zevende studioalbum Walls uit.
Het album genaamd When You See Yourself werd uitgebracht op 5 maart 2021.
In februari 2024 verscheen Mustang, de eerste single uit het album Can We Please Have Fun dat in mei 2024 uitgebracht wordt.

## Discografie

### Albums
| Album met eventuele hitnotering(en) in de Nederlandse Album Top 100 | Datum van verschijnen | Datum van binnenkomst | Hoogste positie | Aantal weken | Opmerkingen |
| ------------------------------------------------------------------- | --------------------- | --------------------- | --------------- | ------------ | ----------- |
| Aha Shake Heartbreak                                                | 2004                  | 06-11-2004            | 79              | 1            |             |
| Because of the times                                                | 2007                  | 14-04-2007            | 62              | 4            |             |
| Only By the Night                                                   | 2008                  | 27-09-2008            | 3               | 63           | Platina     |
| Come Around Sundown                                                 | 15-10-2010            | 16-10-2010            | 2               | 50           |             |
| Mechanical Bull                                                     | 2013                  | 28-09-2013            | 2               | 46           |             |
| Walls                                                               | 2016                  | 22-10-2016            | 2               | 28           |             |
| When You See Yourself                                               | 2021                  | 13-03-2021            | 3               | 3*           |             |

| Album met hitnotering(en) in de Vlaamse Ultratop 200 albums | Datum van verschijnen | Datum van binnenkomst | Hoogste positie | Aantal weken | Opmerkingen                             |
| ----------------------------------------------------------- | --------------------- | --------------------- | --------------- | ------------ | --------------------------------------- |
| Aha Shake Heartbreak                                        | 2004                  | 13-11-2004            | 87              | 4            |                                         |
| Because of the Times                                        | 2007                  | 21-04-2007            | 20              | 33           |                                         |
| Only by the Night                                           | 2008                  | 27-09-2008            | 1(4wk)          | 64           | Platina / Best verkochte album van 2009 |
| Come Around Sundown                                         | 2010                  | 23-10-2010            | 1(2wk)          | 52           | Goud                                    |
| Mechanical Bull                                             | 2013                  | 28-09-2013            | 4               | 54           |                                         |
| Walls                                                       | 2016                  | 22-10-2016            | 2               | 46           |                                         |
| When You See Yourself                                       | 2021                  | 12-03-2021            | 3               | 3*           |                                         |

### Singles
| Single met eventuele hitnotering(en) in de Nederlandse Top 40 | Datum van verschijnen | Datum van binnenkomst | Hoogste positie | Aantal weken | Opmerkingen                 |
| ------------------------------------------------------------- | --------------------- | --------------------- | --------------- | ------------ | --------------------------- |
| Sex on Fire                                                   | 2008                  | 04-10-2008            | 29              | 5            | Nr. 16 in de Single Top 100 |
| Use Somebody                                                  | 2009                  | 24-01-2009            | 7               | 22           | Nr. 11 in de Single Top 100 |
| Notion                                                        | 2009                  | 27-06-2009            | tip2            | -            | Nr. 92 in de Single Top 100 |
| Revelry                                                       | 2009                  | 14-11-2009            | tip13           | -            |                             |
| Radioactive                                                   | 06-09-2010            | 25-09-2010            | 17              | 8            | Nr. 36 in de Single Top 100 |
| Pyro                                                          | 29-11-2010            | 11-12-2010            | tip3            | -            | Nr. 58 in de Single Top 100 |
| Back Down South                                               | 2011                  | 07-05-2011            | tip12           | -            | Nr. 77 in de Single Top 100 |
| Supersoaker                                                   | 2013                  | 27-07-2013            | tip6            | -            | Nr. 70 in de Single Top 100 |
| Wait for Me                                                   | 2013                  | 21-09-2013            | 20              | 5            | Nr. 47 in de Single Top 100 |
| Temple                                                        | 2014                  | 22-03-2014            | tip15           | -            |                             |
| Waste a Moment                                                | 2016                  | 17-09-2016            | tip9            | -            |                             |

| Single met hitnotering(en) in de Vlaamse Ultratop 50 | Datum van verschijnen | Datum van binnenkomst | Hoogste positie | Aantal weken | Opmerkingen |
| ---------------------------------------------------- | --------------------- | --------------------- | --------------- | ------------ | ----------- |
| On Call                                              | 2007                  | 21-04-2007            | tip4            | -            |             |
| Fans                                                 | 2007                  | 15-09-2007            | tip13           | -            |             |
| Sex on Fire                                          | 2008                  | 20-09-2008            | 9               | 54           | Goud        |
| Use Somebody                                         | 2008                  | 20-12-2008            | 1(2wk)          | 31           | Goud        |
| Notion                                               | 2009                  | 11-07-2009            | 24              | 5            |             |
| Revelry                                              | 2009                  | 12-12-2009            | tip19           | -            |             |
| Radioactive                                          | 2010                  | 25-09-2009            | 16              | 10           |             |
| Pyro                                                 | 2010                  | 05-02-2011            | 42              | 3            |             |
| The Immortals                                        | 07-03-2011            | 02-04-2011            | tip22           | -            |             |
| Back Down South                                      | 2011                  | 02-07-2011            | tip9            | -            |             |
| Supersoaker                                          | 2013                  | 27-07-2013            | tip4            |              |             |
| Beautiful War                                        | 2013                  | 09-11-2013            | tip10           | -            |             |
| Wait for Me                                          | 2013                  | 21-12-2013            | tip5            | -            |             |
| Temple                                               | 2014                  | 15-03-2014            | tip48           | -            |             |
| Waste a Moment                                       | 2016                  | 24-09-2016            | 11              | 20           |             |
| Reverend                                             | 2017                  | 18-03-2017            | 41              | 4            |             |
| Walls                                                | 2017                  | 17-06-2017            | tip39           | -            |             |
| The Bandit                                           | 2021                  | 16-01-2021            | tip13           | -            |             |
| 100,000 People                                       | 2021                  | 23-01-2021            | tip             | -            |             |
| Stormy Weather                                       | 2021                  | 13-03-2021            | tip26           | -            |             |

### Dvd's
| Dvd's met hitnoteringen in de Nederlandse Music Top 30    | Datum van verschijnen | Datum van binnenkomst | Hoogste positie | Aantal weken | Opmerkingen |
| --------------------------------------------------------- | --------------------- | --------------------- | --------------- | ------------ | ----------- |
| Live at the O2 - London, England                          | 2009                  | 14-11-2009            | 6               | 42           |             |
| Talihina Sky - The Story of Kings of Leon - A Documentary | 2011                  | 05-11-2011            | 15              | 2            |             |

### NPO Radio 2 Top 2000
| Nummers met noteringen in de NPO Radio 2 Top 2000 | '09  | '10 | '11 | '12 | '13 | '14 | '15 | '16  | '17  | '18  | '19  | '20  | '21  | '22  | '23  | '24  |
| ------------------------------------------------- | ---- | --- | --- | --- | --- | --- | --- | ---- | ---- | ---- | ---- | ---- | ---- | ---- | ---- | ---- |
| Back Down South                                   | ×    | ×   | -   | -   | -   | -   | -   | 1097 | 1186 | 1806 | 1939 | 1851 | 1921 | -    | -    | -    |
| Pyro                                              | ×    | -   | -   | -   | -   | -   | -   | -    | -    | 1836 | 1753 | 1758 | 1760 | 1704 | 1865 | 1727 |
| Sex on Fire                                       | -    | 966 | 122 | 122 | 98  | 139 | 150 | 166  | 218  | 277  | 326  | 307  | 271  | 386  | 497  | 613  |
| Use Somebody                                      | 1619 | 491 | 229 | 331 | 262 | 391 | 455 | 516  | 677  | 723  | 900  | 912  | 1123 | 1241 | 1344 | 1321 |

1. ↑  Een '-' betekent dat het nummer niet was genoteerd, een '×' betekent dat het nummer nog niet was uitgebracht en een vetgedrukt getal geeft de hoogste notering van een nummer aan.
2. ↑  2009 was het eerste jaar met een notering voor Kings of Leon.

## Trivia
- De bandleden droegen het nummer Use somebody op 22 juni 2011 op aan hun goede vriend Ryan Dunn, die op 20 juni was omgekomen bij een auto-ongeluk.
- Alle albumtitels van de band hebben vijf lettergrepen; dit zou uit bijgeloof zijn. Het zevende studioalbum heet WALLS, wat voor 'We Are Like Love Songs' staat.